# Slavko Obadov
Slavko Obadov, (* 12. července 1948 v Zemunu, Jugoslávie) je bývalý jugoslávský zápasník – judista a sambista srbské národnosti, bronzový olympijský medailista v judu z roku 1976.

## Sportovní kariéra
Připravoval se od poloviny šedesátých let v Novim Sadu pod vedením Svetozara Mihajloviće. Prvního významného mezinárodního úspěchu dosáhnul v sambu, kterému se věnoval od roku 1972. Zkušenosti zúročil na olympijských hrách v Montrealu, kde získal bronzovou olympijskou medaili v judu. Cesta k olympijské medaili vedla přes velká jména tehdejší judistické scény. Nestačil pouze v semifinále na Sověta Valerije Dvojnikova. V roce 1980 patřil k medailovým nadějím jugoslávského sportu na olympijských hrách v Moskvě, ale opět neměl štěstí na los. Potom co ve druhém kole vyřadil mistra světa v sambu Španěla José Antonia Cecchiniho prohrál ve čtvrtfinále se Sovětem Alexandrem Jackevičem. Vzápětí se rozloučil s reprezentací. Věnuje se trenérské práci. V osmdesátých letech vedl několik let jugoslávskou seniorskou reprezentaci.

## Výsledky
| Turnaj             | 1969        | 1970        | 1971         | 1972         | 1973         | 1974         | 1975         | 1976         | 1977        | 1978        | 1979         | 1980         |
| Turnaj             | 21          | 22          | 23           | 24           | 25           | 26           | 27           | 28           | 29          | 30          | 31           | 32           |
| Turnaj             | polostřední | polostřední | střední váha | střední váha | střední váha | střední váha | střední váha | střední váha | polostřední | polostřední | střední váha | střední váha |
| ------------------ | ----------- | ----------- | ------------ | ------------ | ------------ | ------------ | ------------ | ------------ | ----------- | ----------- | ------------ | ------------ |
| Olympijské hry     |             |             |              | úč.          |              |              |              | 3.           |             |             |              | úč.          |
| Mistrovství světa  | 7.          |             | —            |              | úč.          |              | úč.          |              |             |             | úč.          |              |
| Mistrovství Evropy | ?           | ?           | ?            | ?            | ?            | ?            | ?            | ?            | ?           | úč.         | 2.           | ?            |